# Têrêsa de Los Andes
Thánh Têrêsa de Los Andes (13 tháng 7 năm 1900 - 12 tháng 4 năm 1920) - với tên khai sinh là Juana Fernández Solar - (tiếng Tây Ban Nha: Teresa de Jesús de Los Andes) là một tín đồ Công giáo Chile công khai là thành viên Dòng Cát Minh.
Fernández Solar là một đứa trẻ ngoan đạo nhưng có tính khí thất thường, không thể đoán trước được vì cô có thể dễ nổi cơn giận dữ và tự phụ nhưng cũng có thể thể hiện bản chất khoan dung và yêu thương của mình; cô dường như đã biến đổi khi cô quyết định trở thành một nữ tu và tính khí của cô dường như thay đổi vì tham vọng duy nhất của cô là cống hiến mình phục vụ cho Thiên Chúa. Tuy vậy, thời gian của cô trong tu viện đã bị rút ngắn do cô mắc phải một căn bệnh đã cướp đi sinh mạng cô - cô biết trước rằng mình sẽ qua đời nhưng được an ủi khi biết rằng mình có thể thực hiện ước muốn trước khi qua đời.
Quá trình phong thánh nữ của cô được mở vào ngày 23 tháng 4 năm 1976 dưới sự lãnh đạo của Giáo hoàng Phaolô VI và cô đã được mang danh hiệu Tôi tớ Chúa. Việc xác nhận đời sống đức hạnh anh hùng của cô vào ngày 22 tháng 3 năm 1986 cho phép cô được gọi là Đấng đáng kính. Juana Fernández Solar đã được phong chân phước vào ngày 3 tháng 4 năm 1987 tại Chile sau khi một phép lạ do cô cầu bầu từ quê hương đã dọn đường cho việc tôn phong này và một phép lạ khác cũng đến từ Chile đã tiến đến việc Giáo hoàng Gioan Phaolô II tuyên phong Hiển thánh cho cô vào ngày 21 tháng 3 năm 1993 tại Quảng trường Thánh Phêrô.